# Serhij Słupow
Serhij Słupow (ukr. Сергій Слупов; ros. Сергей Слупов, Siergiej Słupow; ur. 29 stycznia 1977) – ukraiński kulturysta i trójboista siłowy.

## Życiorys
Pochodzi z Kijowa. W 1992 roku ukończył kijowskie liceum nr 262. W latach 1999−2004 studiował na Narodowym Uniwersytecie Wychowania Fizycznego i Sportu Ukrainy, na wydziale sportu olimpijskiego i zawodowego. Program jego studiów skupiał się głównie na sportach siłowych.
Członek Ukraińskiej Federacji Kulturystyki i Fitnessu (ФББУ). Zwycięzca licznych lokalnych konkursów kulturystycznych. W październiku 2011 startował w Mistrzostwach Ukrainy w Kulturystyce, organizowanych przez IFBB. Zajął czwarte miejsce w kategorii mężczyzn do 100 kg. Tego samego roku brał udział w zawodach Atlantic Cup, rozegranych w Kijowie. W kategorii ogólnej mężczyzn uplasował się na miejscu dziewiątym. Podczas turnieju "2011 Fitness Bomba", jako zawodnik o masie ciała nieprzekraczającej stu kilogramów, osiągnął czwartą pozycję.
Odnosi sukcesy także jako trójboista siłowy. W 2015 w trakcie Mistrzostw Ukrainy w Trójboju Siłowym wywalczył srebrny medal w przysiadzie ze sztangą o wadze 125 kg.
Dyplomowany mistrz kulturystyki, utytułowany w tym sporcie; trener personalny. Żonaty, mieszka w rodzimym Kijowie. Jest przyjacielem innego ukraińskiego kulturysty, Wałentyna Łosia. W 2015 jako ochotnik dołączył do ukraińskich oddziałów wojskowych walczących z Rosją podczas wojny w Donbasie.

## Osiągnięcia (wybór)

### Kulturystyka
- 2011: Mistrzostwa Ukrainy w Kulturystyce, federacja IFBB, kategoria do 100 kg – IV m-ce
- 2011: Atlantic Cup, Kijów, federacja ФББУ, kategoria do 100 kg – IX m-ce
- 2011: Fitness Bomba, Kijów, kategoria do 100 kg – IV m-ce

### Trójbój siłowy
- 2015: Mistrzostwa Ukrainy w Trójboju Siłowym, przysiad ze sztangą o wadze 125 kg – srebrny medal